# الانگالانگ، لیت
الانگالانگ، لیت (به لاتین: Alangalang, Leyte) یک سکونتگاه مسکونی در فیلیپین است که در لیته واقع شده‌است.

## خصوصیات
الانگالانگ ۱۵۰٫۵۴ کیلومترمربع مساحت و ۴۶٬۴۱۱ نفر جمعیت دارد.